# Četnici u Prvoj Jugoslaviji
U tradiciji četništva dolazi do bitnog prekoreta nakon stvaranja Kraljevine SHS (koja 1929. dobiva ime Kraljevina Jugoslavija). Dok se ranije pojam odnosio isključivo na pripadnike gerilskih oružanih postrojbi, sada se osnivaju četnička udruženja koja razvijaju značajnu mirnodobsku aktivnost. Ona dobivaju politički karakter, čime riječ "četnik" počinje dobivati današnje značenje (vidi članak Četnici). 

## Paramilitarne organizacije u službi državnog terora
Srpski povjesničar Branko Petranović piše da su udruženja četnika i druge nacionalističke (srpske i "unitarno jugoslavenske") organizacije bili »pomoćna, poluvojna snaga režima i njegovog prinudnog aparata (vojske, žandarmerije, policije) za razračunavanje s političkim protivnicima velikosrpske, odnosno integralne jugoslovenske ideologije. Četnici su služili za borbu protiv komita, protiv radnika-štrajkača i demonstranata, za rasturanje političkih zborova uoči izbora.« (Petranović, I, str. 162)

## Četničke organizacije
Godine 1921. osnovano je "Udruženje četnika za slobodu u čast Otadžbine", a nedugo poslije 1924. osnivaju se druga dva udruženja: "Udruženje srpskih četnika za Kralja i Otadžbinu" te "Udruženje srpskih četnika Petar Mrkonjić". Ova zadnja dva udruženja spajaju se 1925. u jedinstvenu organizaciju pod nazivom "Udruženje srpskih četnika Petar Mrkonjić - za Kralja i Otadžbinu". Predsjednik tog udruženja bio je Puniša Račić, atentator na Stjepana Radića i još četvoricu članova HSS-a u Narodnoj skupštini 1928.
Četnička organizacija je na području Hrvatske prvi put osnovana u Zagrebu 1927.
Za vrijeme Šestosiječanjske diktature kralj Aleksandar zabranio je djelovanje svih nacionalnih organizacija, pa je tako zabranjen i rad "Udruženja srpskih četnika Petar Mrkonjić - za Kralja i Otadžbinu". Međutim, "Udruženje četnika za slobodu u čast Otadžbine" nastavlja legalno djelovati, na temelju toga što su formalno zastupali jugoslavenski nacionalizam, tj. integralno jugoslavenstvo, tadašnju vladajuću ideologiju.

## Četnička komanda Jugoslavenske vojske
U travnju 1940. Jugoslavenska vlada osniva četničku komandu s ciljem da vodi gerilski rat u slučaju napada Njemačke. Ubrzo nakon osnivanja Četnička komanda uspijeva stvoriti šest potpunih bataljuna i jedan nepotpuni sastavljena od dobrovoljaca iz regularne vojske. Novi četnički bataljoni bili su raspoređeni u: Novom Sadu, Sarajevu, Nišu, Skoplju, Karlovcu, Mostaru. Četnička komanda je prvo bila ustoličena u Novom Sadu, poslije u Kraljevu. 
Nakon početka Travanjskog rata Četnička komanda seli se u Sarajevo gdje se predaje Nijemcima 18. travnja. Četnički bataljoni se raspadaju i nemaju nikakve neposredne veze s kasnijim četničkim pokretom na teritoriji Srbije, Crne Gore, NDH i Slovenije.